# Град цара Лазара
Град кнеза Лазара или Шарен Град (од турског назива Алаџа Хисар) је утврда у Крушевцу, некадашњој престоници кнеза Лазара. У склопу града се налази и кнежева дворска црква тзв. Лазарица. Данас је од града остало врло мало рушевина.

## Прошлост града
Утврђење у Крушевцу се први пут помиње 1381. године, тако да га је највероватније подигао сам кнез Лазар или је пак значајно проширио и ојачао неку старију утврду која се ту налазила. У њему се тада налазила кнежева престоница из које је владао својим земљама о чему сведочи и запис у потпису једне повеље издате 1387. године у коме стоји:
у славноме граду господства ми Крушевцу.
После Косовског боја Турци су на кратко преузели контролу над градом, али је она брзо враћена Србима.
Лазарев син и наследник Стефан је управљао деспотовином из Крушевца све до 1405. године, када престоницу премешта у Београд, који је од 1403. године почео да обнавља и утврђује. Међутим Крушевац није губио на значају, јер се деспот 1413. године у њему састао са султаном Мехмедом I. 
Борбе око контроле над градом нису престајале током целе прве половине 15. века, па он бива предаван Турцима 1413. (на кратко) и 1427. године (деспот Стефан га пред крај живота предаје), да би га 1437. године освојили Мађари. Споразумом о обнови деспотовине Ђурђу Смедеревцу је 1444. године враћен Крушевац, али га Турци и дефинитивно освајају 1454. године када га називају Алаџа Хисар тј. Шарен Град због различитости материјала од кога је тврђава изграђена.

## Лазарев град данас
Најбоље очувани део некадашње Лазареве престонице је дворска црква светог Стефана тзв. Лазарица. Поред ње остало је врло мало од тврдог града Крушевца, како га назива Константин Философ. Данас су опстали остаци Донжон куле кроз коју се улазило у град и део источног бедема који се на њу надовезивао. У зидовима куле и данас постоји ходник са степеништем којим се стизало на више нивое и излазило на градске бедеме. Једна од посебних занимљивости ове куле је и то да је озидана облуцима, што је права реткост и вероватно један од разлога за Турке да целој утврди дају име Шарен Град. Простор некадашњег утврђења је претворен у парк у коме се налази и музеј. Парк је скоро у целини запуштен, сем око цркве. Бедеми, као и остаци других грађевина су јако лоше очувани, необележени и ни на који начин нису заштићени од вандала. Део зидина је у прошлом веку срушен да би се изградиле куће у чијој се изградњи вероватно користио камен из утврђења.